# Божић у Мађарској
Божић у Мађарској се слави са традицијама сличним онима у другим земљама Централне Европе, као и обичајима јединственим за регион.
Сезона Божића и даривања почиње релативно рано у поређењу са другим културама, тако што мађарска верзија Светог Николе, Микулаш традиционално посећује домове мађарске деце, уочи празника Светог Николе 6. децембра.
Иако је улога дариватеља на сам Божић додељена Христу, у ноћи уочи Светог Николе мађарска деца традиционално стављају чизме на прозорску даску чекајући да Микулаш дође и напуни је посластицама. 
У Мађарској Микулаш често долази са помоћником Крампусем који долази да уплаши и казни несташну децу. Деца која су се лоше понашала те године добијају сноп брезових гранчица.
За мађарску дијаспору и оне који нису староседеоци мађарске лозе, прослава се често назива "мађарски Божић".
У традиционалну шетњу, 6. децембра, Свети Никола долази обучен у владичанску одежду, дуги црвени капут и црвену капу на глави, у једној руци држи чобанац, а на себи носи врећу пуну дарова. назад. Не види се јер долази у сред ноћи када добра деца већ спавају, па боље да не остају до касно, иначе неће дати поклоне, само штап од брезе. 
Пре 24. децембра људи украшавају своје куће и почињу да спремају гозбу. На Божић се чланови породице окупљају и славе. 24. децембра људи ките јелку орнаментима и испод ње стављају упаковане поклоне. На Бадње вече, мала деца чекају Исусов долазак, а посебно поклоне. Даривање се врши после јела, и после певања око дрвета.

## Мађарски божићни оброк
- Рибља чорба
- Пуњени купус
- Пржена риба и пиринач
- Месо, попут пилетине и свињетине, али се може користити и ћуретина
- Божићна торта
- Бејгли са орасима или маком
- Медени колачићи

Мађари такође имају салонцукор, типичан мађарски слаткиш који се често користи за украшавање јелке. 